# Лапшин Павло Сергійович
Павло Сергійович Лапшин (нар. 12 березня 1988) — український російськомовний правий терорист, який скоїв злочин у 2013 році проти мусульман у Сполученому Королівстві. Лапшина було засуджено до довічного ув'язнення і він має відсидіти мінімум 40 років за вбивство в Бірмінгемі і три випадки вибухів у мечетях Західного Мідленду. Він зізнався поліції, що його мотивом була расова ненависть до мусульман. Аспірант Національної металургійної академії України в Дніпрі.

## Фон

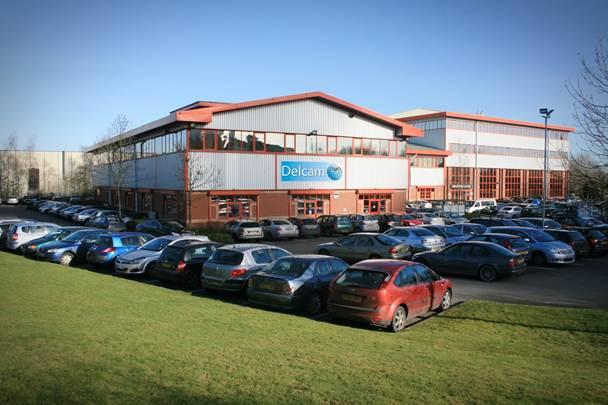
Лапшин працював у ІТ-компанії Делкам в Бірмінгемі, коли він здійснював свої напади.

Павло Лапшин з Дніпра, син Сергія Лапшина, викладача університету. На його виправдання батько Лапшина стверджував, що його син не є расистом, і сказав, що Павло знав, що його бабуся замолоду була членом (переважно мусульманської) татарської громади.
Навчаючись в аспірантурі, Лапшин взяв участь у конкурсі обміну студентами з Університетом Ковентрі та був на стажуванні в Delcam — програмувальній компанії, що базується в районі Бірмінгема у Смол-Гіт. В цьому районі Східного Бірмінгема є значна мусульманська громада. Його прийняли на роботу з 3D-моделювання та комп'ютерного програмування. Лапшин прибув у Бірмінгем 24 квітня 2013 року і проживав у помешканнях штаб-квартири Делкама. Колеги назвали його сором'язливим, але ввічливим.

## Атаки

### Убивство Мохаммеда Салема
Близько 10:00 29 квітня 2013 року, через п'ять днів після прибуття до Сполученого Королівства, Лапшин убив 82-річного Мохаммеда Салема, коли пенсіонер повертався з мечеті Ґрін-Лейн у Смол-Гіт. Салем йшов самотою, наближаючись до свого дому, коли його помітив Лапшин, який мав ножа. Пізніше Лапшин розповів детективам, що він вирішив вбити Салема, тому що той «був мусульманином і не було свідків». Лапшин тричі вдарив Салема в спину.

Місцеві мешканці припускали, що Салем був убитий членом антиісламістського вуличного протестного руху, Англійської ліги оборони (EDL), після того, як шість мусульман були засуджені за спробу вибуху на одному з їхніх мітингів. Шазія Хан, дочка Салема, стверджувала, що її брат отримав ряд листів з погрозами, які нібито могли бути від EDL. 

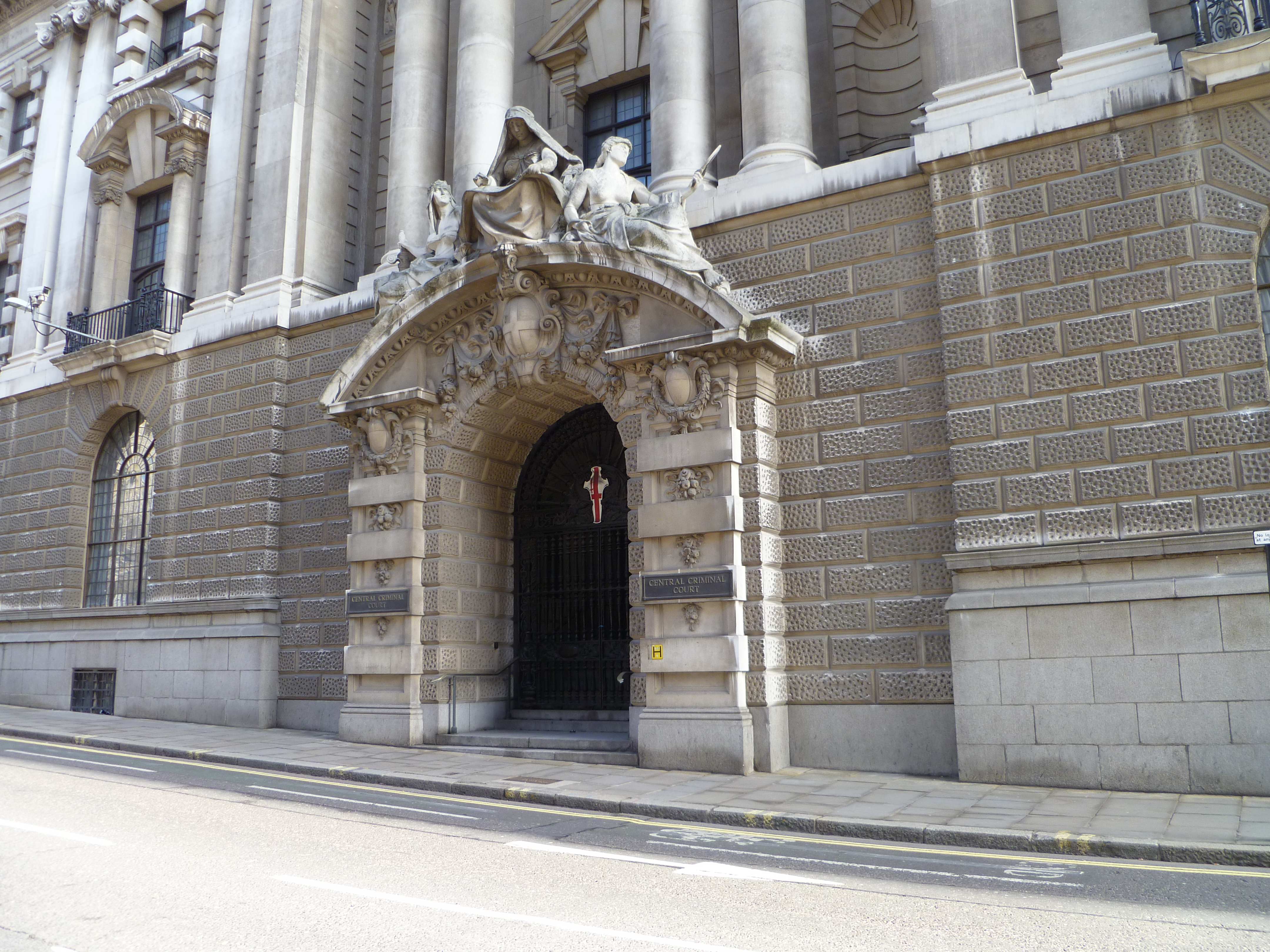
Лапшина судили на Старому Бейлі в Лондоні

Мохамед Салем, який був цілком мирним, привітним пенсіонером і дідусем 23 онуків, був похований 13 липня. Більш ніж 10 тис. місцевих мешканців прийшли віддати йому шану.

### Спроби вибухів
Слідчі знайшли в якості речових доказів і оглянули тисячі годин відеоспостереження, більшу частину з комерційних приміщень вздовж маршруту виїзду і змогли виокремити підозрюваного, який їхав від місця останнього нападу автобусом. Заключна частина поїздки була до Смол-Гіт. Зображення публічно транслювалися, але ніхто не закликав його ідентифікувати. Місцеві офіцери відвідали місцеві приміщення і, нарешті, приїхали в Делкам — де був виявлений Лапшин і незабаром був заарештований без спротиву.

## Інше
У 2019 році 15 березня терорист під час теракту в Новій Зеландії, що вбив близько півсотні мусульман у мечеті, мав напис на гвинтівці «Павло Сергійович». Співробітник Інституту гуманітарних досліджень у Відні, дослідник європейських правих і їхніх зв'язків з Росією Антон Шеховцов припускає, що це було посилання на Лапшина.